# ミスカトニック大学
ミスカトニック大学（ミスカトニックだいがく、Miskatonic University）は、ハワード・フィリップス・ラヴクラフト（以下HPL）などの作品に登場する架空の大学。クトゥルフ神話に関連した様々な作品に登場する事により、作品世界の相関を印象づけるモチーフの1つともなっている。

## 概要

### 作中の設定
HPLの小説『死体蘇生者ハーバート・ウェスト』で初登場した。アメリカ合衆国マサチューセッツ州アーカムに1797年に創立された総合大学とされる。
名前はミスカトニック川に由来する。1765年創立。市の名士ジェレマイア・オーン（Jeremiah Orne）船長の遺言により蔵書を寄稿した大学（college）から発展した。1861年の南北戦争後に総合大学（University）になり、大学付属図書館、聖メアリー・ティーチング大学病院、マサチューセッツ州の歴史を展示する民俗資料館、博物館、運動場、既婚者寮もある。多くの蔵書、ネクロノミコンをはじめとした稀覯本の収集、地質学、医学、人類学、考古学の研究機関を備え、アイビーリーグにも参加し、1930年には南極探検隊を組織して派遣するなど各方面で活躍している名門大学である。
付属図書館には、世界に数冊しかないネクロノミコンのラテン語版ほか、稀覯書、魔道書が多く収蔵されている。これらの本は厳重に管理され、簡単に閲覧することはできないとされている。
「ナサニエル・ダービイ・ピックマン財団」という団体と繋がりがあり、地質学部が行った1930年の南極探検【狂山】や1935年のオーストラリア砂漠探検【時影】では資金援助を受けている。
クトゥルフ神話TRPGのサプリメント『ミスカトニック大学』を、サム・ジョンソンらが著しており、日本語版も刊行されている。本書はミスカトニック大学の設定集である。

### 現実において
モデルとなったのは、HPLの故郷ロードアイランド州プロヴィデンスにあるブラウン大学と言われている。HPL自身、十代の頃はブラウン大学への入学を熱望していたが、健康問題などでこの願いはついに叶うことはなかった。
またミスカトニック大学の付属図書館は、ブラウン大学のジョン・ヘイ図書館をモデルにしたものだと言われている。
一部のオンラインショップではコレクターズアイテムとして、自分やハーバート・ウェストなど登場人物の名前を入れた卒業証明書を販売している。

## ミスカトニック大学の人物

### クトゥルフ神話重要人物
ハーバート・ウエスト医師【死蘇】
医学部卒。マッドサイエンティスト。
ヘンリー・アーミテイジ博士【ダ怪】
1928年時点での図書館長（または司書）。
アルバート・N・ウィルマース教授【闇囁】
英文学助教授・アマ民俗学者、1928年の「ユゴスよりのもの」の暗躍に深入りする。後にウィルマース財団を創設（タイタス・クロウ・サーガ）。
ウィリアム・ダイアー教授【狂山】【時影】
地質学教授。1930年の南極探検の責任者。1935年のオーストラリア砂漠探検にも同行。
ナサニエル・ウィンゲート・ピースリー教授【時影】
政治経済学教授（1908年時点）、後に心理学教授。1935年にオーストラリアの砂漠で「偉大なる種族」の遺跡を発掘。
ラバン・シュリュズベリイ博士
ダーレス『永劫の探究』に登場、哲学教授・人類学者。1915年以前に教鞭をとっていた。

### ラヴクラフト作品
- アラン・ハルゼイ【死蘇】 - 医学部長。
- ウォーレン・ライス【ダ怪】 - 教授（学部不明・設定可変）。アーミテイジ博士の同僚。
- フランシス・モーガン【ダ怪】 - 博士（学部不明・設定可変）。アーミテイジ博士の同僚。
- ウィンゲート・ピースリー【時影】 - ナサニエル教授の次男・心理学者（のち教授）。1900年生まれ。1935年に父に同行してオーストラリアの砂漠探検に赴く。ウィルマース財団の中心人物（タイタス・クロウ・サーガ）
- フランク・H・ピーバディ【狂山】 - 教授。工学科。南極探検隊の4教授のひとり。
- レイク【狂山】 - 教授(推定)。生物学科。南極探検隊の4教授のひとり。死亡。
- アトウッド【狂山】 - 教授(推定)。物理学科。気象学者でもある。南極探検隊の4教授のひとり。死亡。
- ダンフォース【狂山】 - 大学院生。南極探検隊員・パイロット。発狂。
- アパム【魔家】 - 教授。数学科(推定)。ギルマンの指導教官。
- エラリイ【魔家】 - 教授。化学科(推定)。ギルマンが異世界から持ち帰った古のものの小像の化学分析を実施。
- ウォルター・ギルマン【魔家】 - 学生。数学科(推定)。死亡。
- フランク・エルウッド【魔家】 - 学生。 数学科(推定)。ギルマンの友人。
- エドワード・ピックマン・ダービイ - 【戸口】英仏文学を専攻して卒業した天才詩人。
- アセナス・ウェイト【戸口】 - 卒業生。インスマスのウェイト家の娘。エドワード・ダービイの妻で、15歳年少。ミスカトニック大学関係者で、名前が判明している唯一の女性。

### その他
- セネカ・ラファム - 人類学教授（暗黒の儀式、スレッショルドのルーカ）
- ネーデルマン - 人類学者。カナダの森林でウェンディゴ（イタカ）の怪異に遭遇（クトゥルフの呼び声 (TRPG)「ウェンディゴへの挑戦」、性別選択可プレイヤー）
- マドソン・モーリー -電子工学科教授。ミスカトニック大学AI研究チームの初期主要メンバー。心臓病を患い自宅療養。(クトゥルフの呼び声 (TRPG))
- 柏木三太 - 心理学専攻の研究者（GOD SAVE THE すげこまくん!）

## 付属図書館の蔵書
ネクロノミコン
HPLの諸作品にて、17世紀ラテン語版が所蔵されている。世界に4冊しか現存しないと言われており、その中の1冊である。
ダーレスの諸作品では事件後に文献が回収されるという展開がパターン化しており、ミスカトニック大学付属図書館にはネクロノミコンが何冊も集まっている。
エイボンの書
断片【時影】、フェリパス・フェイバー訳のラテン語版（スミス宛書簡）。
妖蛆の秘密
【時影】
無名祭祀書
【時影】ピースリー教授に憑依したイースの大いなる種族が、彼らの文字で書き込みをしている。
ルルイエ異本
ダーレス『ハスターの帰還』の事件後に寄贈される。
セラエノ断章
ダーレス『永劫の探究』に登場。シュリュズベリイ博士による手書き写本。
屍食教典儀
【時影】

## 登場作品

### HPLの作品
本文中で頻出するため、略称を併記する。
- 死体蘇生者ハーバート・ウェスト 【死蘇】全集5：初登場作品
- ダンウィッチの怪 【ダ怪】全集5/定本4/新潮1など
- 闇に囁くもの 【闇囁】全集1/クト9/定本5など
- 狂気の山脈にて 【狂山】全集4/定本3/新潮2など
- 戸口にあらわれたもの 【戸口】全集3/定本6/真ク5など
- 魔女の家の夢 【魔家】全集5/定本6/新潮3など
- 時間からの影 【時影】全集3/定本6/新潮3など

### ダーレスの作品
- ラヴクラフト&ダーレス：暗黒の儀式など
- オーガスト・ダーレス：ハスターの帰還、永劫の探究など

### その他の作品
- フリッツ・ライバー：アーカムそして星の世界へ
- リン・カーター：陳列室の恐怖
- ブライアン・ラムレイ：タイタス・クロウ・サーガ
- ベイジル・コッパー：暗礁の彼方に
- 大迫純一：ディストラクターXIII
- Glenn Rahman：ウェンディゴへの挑戦
- 吉森真吾：エレクトリック・ヴォイス "TV TALK"
- フーゴ・ハル：ブラマタリの供物
- サム・ジョンソンほか：クトゥルフ神話TRPG『ミスカトニック大学』
- アーサー・C・クラーク：楽園の泉
- サイレントメビウス CASE Titanic :PC-9801用アドベンチャーゲーム